# Keishicho 24
Keishicho 24, les flics de la Mort (警死庁24時, Keishicho 24) est un shōnen manga comique écrit et dessiné par Hideki Ōwada. Il a été compilé en 6 tomes, tous publiés en France chez Kurokawa.

## Synopsis
Tetsunosuke est un jeune policier japonais qui commence tout juste sa carrière. Plein de rêve, il s'imagine déjà auréolé de gloire et arrêtant les pires malfrats, mais pour commencer il doit faire de la prévention routière grâce... à un spectacle de marionnettes.
Il déchante alors un peu mais sa participation involontaire dans la résolution d'une prise d'otage va le faire remarquer de ses supérieurs, pour eux, il est le prochain Bras de Fer de la ..Brigade de la Mort...

## Analyse
Hideki Ōwada est un habitué des mangas très courts parodiant un style particulier pour en faire n'importe quoi. Ainsi, alors que dans Heaven Eleven il parodiait allègrement des classiques du manga sportif tel que Captain Tsubasa (pour la longueur du terrain et les figures de style invraisemblables et pour beaucoup défiant littéralement les lois de la physique) ou des films de guerre (pour l'entrainement militaire), il revient ici sur le nekketsu avec tous les stéréotypes du genre :
- la recherche du père
- la fille cruche
- le vieux maitre plus fort que tout le monde
- le tournoi
- etc.